# Oligosita minima
Oligosita minima är en stekelart som beskrevs av Girault 1912. Oligosita minima ingår i släktet Oligosita och familjen hårstrimsteklar. Inga underarter finns listade i Catalogue of Life.